# Microcharon hercegovinensis
Microcharon hercegovinensis is een pissebed uit de familie Lepidocharontidae. De wetenschappelijke naam van de soort is voor het eerst geldig gepubliceerd in 1959 door Karaman.